# Fuji-Servetto/2009
Deze pagina geeft een overzicht van de wielerploeg Fuji-Servetto (voorheen Saunier-Duval) in 2009.

## Algemeen
Algemeen manager: Mauro Gianetti
Ploegleiders: Matteo Algeri, Pietro Algeri, Sabino Angoitia Gaztelu, Joxean Fernandez Matxin, Stefano Zanini
Fietsmerk: Fuji (fietsen)
Materiaal en banden: SRAM, Hutchison

## Renners
| Naam                           | Geboortedatum | Nationaliteit | Ploeg 2008                       |
| ------------------------------ | ------------- | ------------- | -------------------------------- |
| José Alberto Benitez           | 14-11-1981    | Spanje        |                                  |
| Iker Camaño                    | 14-03-1979    | Spanje        |                                  |
| David Cañada                   | 11-03-1975    | Spanje        |                                  |
| Eros Capecchi                  | 13-06-1986    | Italië        |                                  |
| Ermanno Capelli                | 09-05-1985    | Italië        |                                  |
| Hilton Clarke                  | 07-11-1979    | Australië     | Toyota-United Pro Cycling Team   |
| Juan José Cobo                 | 11-02-1981    | Spanje        |                                  |
| David de la Fuente             | 04-05-1981    | Spanje        |                                  |
| Jesús del Nero                 | 16-03-1982    | Spanje        |                                  |
| Iván Domínguez                 | 28-05-1975    | Cuba          | Toyota-United Pro Cycling Team   |
| Arkaitz Durán                  | 18-05-1986    | Spanje        |                                  |
| Alberto Fernández de la Puebla | 17-09-1984    | Spanje        |                                  |
| Héctor González                | 16-03-1986    | Spanje        |                                  |
| Ángel Gómez                    | 13-05-1981    | Spanje        |                                  |
| Beñat Intxausti                | 20-03-1986    | Spanje        |                                  |
| Josep Jufré                    | 05-08-1975    | Spanje        |                                  |
| Fredrik Kessiakoff             | 17-05-1981    | Zweden        | Cannondale-Vredestein            |
| Javier Mejías                  | 30-11-1983    | Spanje        |                                  |
| Daniele Nardello               | 02-08-1973    | Italië        | Diquigiovanni-Androni Giocattoli |
| Ricardo Serrano                | 04-08-1978    | Spanje        | Tinkoff Credit Systems           |
| Boris Sjpilevski               | 20-08-1982    | Rusland       |                                  |
| Andrea Tonti                   | 16-02-1976    | Italië        | Quickstep-Innergetic             |
| Davide Viganò                  | 12-06-1984    | Italië        | Quickstep-Innergetic             |
| William Walker                 | 31-10-1985    | Australië     | Rabobank                         |

## Deelname en overwinningen
Tour Down Under 2009
Ronde van Langkawi 2009
Ronde van Castilië en León 2009
4e etappe: Juan José Cobo
2004 · 2005 · 2006 · 2007 · 2008 · 2009 · 2010 · 2011
AG2R-La Mondiale · Astana · Bbox-Bouygues Telecom/2009 · Caisse d'Epargne · Cofidis · Team Columbia · Team CSC Saxo Bank · Euskaltel-Euskadi · Française des Jeux · Fuji-Servetto · Garmin-Chipotle · Katjoesja · Lampre-NGC · Liquigas · Team Milram · Quick·Step · Rabobank · Silence-Lotto